# Коллиер, Чарли
Чарли Коллиер (англ. Charli Collier; род. 22 сентября 1999 года в Монт-Бельвью, штат Техас, США) — американская профессиональная баскетболистка, выступала в женской национальной баскетбольной ассоциации за клуб «Даллас Уингз», которым и была выбрана на драфте ВНБА 2021 года в первом раунде под общим первым номером. Играет на позиции тяжёлого форварда и центровой. Кроме того она выступает в женской национальной баскетбольной лиге за команду «Канберра Кэпиталз».

## Ранние годы
Чарли родилась 22 сентября 1999 года в небольшом городке Монт-Бельвью (штат Техас) в семье Эллиотта и Понды Коллиер, у неё есть брат, Кейси, училась же там же в средней школе Барберс-Хилл, в которой выступала за местную баскетбольную команду.